# Xã Dickerson, Quận Lewis, Missouri
Xã Dickerson (tiếng Anh: Dickerson Township) là một xã thuộc quận Lewis, tiểu bang Missouri, Hoa Kỳ. Năm 2010, dân số của xã này là 452 người.